# Banovits Kajetán
Sopronszentmártoni Banovits Kajetán (Mátyóc, 1841. augusztus 10. – Budapest, 1915. december 7.) magyar mérnök, magyar királyi államvasúti igazgató, a magyar királyi közlekedési múzeum igazgatója, a Osztrák Császári Lipót-rend lovagja, a III. osztályú Osztrák Császári Vaskorona-rend tulajdonosa, a Ferenc József-rend lovagja, sportvezető.

## Életpálya
Gyakorlati működését a Kassa–Oderbergi Vasútnál kezdte, majd a MÁV szolgálatába lépett. 1872-től a vasútépítési felügyelőség helyettes vezetője, 1884-től a MÁV építési és gépészeti főosztály helyettes igazgatója, 1890-től az önállósított gépészeti főosztály igazgatója, utóbb első műszaki múzeumunk, a Közlekedési Múzeum megszervezője és igazgatója. A vasúti jelzőberendezésekkel és a vasútvilágítással kapcsolatban több újítás fűződik a nevéhez. 1912. február 2-án I. Ferenc József magyar királytól szerzett nemesi előnevet

## MLSZ-elnök
1903 és 1906 között a Magyar Labdarúgó-szövetség elnökeként tevékenykedett. Biztos meglátással és szigorú tárgyilagossággal irányította az ügyeket.

## Sikerei, díjai
A közlekedésügy fejlesztése terén szerzett érdemeiért nemességet nyert és számos kitüntetésben részesült.